# Баддегама (фільм)
«Баддегама» — ланкійська драматична стрічка, яка була представлена на Двотижневику режисерів у 1981 році, наступного року фільм демонструвався на Міжнародному кінофестивалі в Торонто.

## Сюжет
Фільм розповідає про життя бідної родини, яка бореться за виживання в умовах бідності, хвороб, забобонів, колоніальної системи та самих джунглів.

## У ролях
| Актор                | Роль         |
| -------------------- | ------------ |
| Маліні Фонсека       | Пунчі Меніка |
| Джо Абейвікрама      | Сілінду      |
| Віжая Кумаратунга    | Бабун        |
| Тоні Ранасінге       | Араччі       |
| Надіка Гунасекера    | Хінніхамі    |
| Треліція Гунавардена | Караліна     |
| Артур Кларк          | Леонард Вулф |

## Знімальна група
- Кінорежисер — Лестер Джеймс Пер'єс
- Сценаристи — А. Дж. Гунаварда, Лестер Джеймс Пер'єс
- Композитор — Німал Мендіс
- Кінооператор — Віллі Боейк, Дональд Карунаратна
- Кіномонтаж — Гладвін Фернандо
- Художник-постановник — Дхармасена Хемапала[3].

## Сприйняття
Рейтинг фільму на сайті Internet Movie Database — 7,2/10 на основі 75 голосів.